# Tenaris
Tenaris é uma empresa metalúrgica multinacional pertencente ao grupo ítalo-argentino Techint, com sede em Luxemburgo, fabricante de tubos para indústria petrolífera (óleo&gás), de mineração, de saneamento, para aplicação industrial e outras. Possui unidades distribuídas pelos cinco continentes.
A empresa iniciou suas atividades no Brasil em 2000, com a aquisição da Confab Tubos.

## Atuação no Brasil
A Confab foi fundada em 1943, pela família Vidigal, com a aquisição da Fábrica Nacional de Tambores. Em 1953, com a criação da Petrobras, passou a fabricar equipamentos para a estatal, inaugurando uma unidade em São Caetano do Sul (SP) em 1954. Em 1961 começa a produzir tubos de aço soldado, fornecendo estacas tubulares para a construção da Usiminas. Em 1974, transfere a unidade de São Caetano do Sul para Pindamonhangaba, com a criação da Confab Tubos. Três anos depois é inaugurada a unidade Confab Equipamentos em Moreira César, distrito de Pindamonhangaba, passando a produzir equipamentos utilizados nas indústrias química, petroquímica, siderúrgica, energética, geração de vapor, petróleo&gás e outras.
Em 1998 assina um contrato de US$ 600 milhões para o fornecimento dos dutos do Gasoduto Bolívia-Brasil. Em 1999, a Confab Tubos é vendida para a Techint, sendo fundada a Techint-Confab. Em associação com a Socotherm, é criada em Pindamonhangaba a Soco-Ril do Brasil, unidade de revestimento especial para tubos de aço.
Em 2000, com a aquisição da Techint-Confab pela Tenaris, é criada a Tenaris-Confab. Em 2003 a empresa se consolida e passa a se denominar unicamente Tenaris.